# ديفيد باريت
ديفيد باريت (بالإنجليزية: David Barrett)‏ هو لاعب كرة قدم أمريكية أمريكي، ولد في 22 ديسمبر 1977 في واترلو في الولايات المتحدة.

## وصلات خارجية
- ديفيد باريت على موقع مرجع كرة القدم المحترفة.كوم (الإنجليزية)